# ВДВ Императорского флота Японии
Кайгун кутэй (яп. 海軍空挺) — воздушно-десантные части морской пехоты Императорского флота Японии. Из-за существовавшей в Японской империи розни между армией и флотом, они были созданы и существовали независимо от воздушно-десантных войск Императорской армии.
Три флотских парашютно-десантных отряда были сформированы в 1941 году из 1-го, 2-го и 3-го подразделений морской пехоты с базы Йокосука. Флот планировал использовать эти части для диверсий, а также для захвата береговых участков в сочетании с высадкой с моря.
2-й воздушно-десантный отряд в декабре 1941 года принял участие в сражении за Северный Борнео, но не как воздушно-десантная часть, а как обычная морская пехота. 1-й воздушно-десантный отряд принял боевое крещение 11 января 1942 года, будучи выброшенным с воздуха для захвата Манадо в Нидерландской Ост-Индии. 3-й воздушно-десантный отряд в феврале десантировался с воздуха в Купанге и принял участие в сражении за Тимор.
В середине 1942 года 1-й отряд вернулся в Йокосуку, а остатки 3-го отряда приняли участие в занятии восточных островов Нидерландской Ост-Индии, возвратившись в Йокосуку к концу октября 1942 года. После переподготовки личный состав обоих отрядов был сведён в 1-й особый парашютно-десантный отряд военно-морской базы Йокосука под командованием капитана 3-го ранга Кавасима.
В сентябре 1943 года две роты отряда были направлены на остров Науру для несения гарнизонной службы, а главные силы (три парашютные роты, артиллерийское подразделение, подразделение связи, медицинское, транспортное и т. п.) были переброшены на остров Сайпан. В июне 1944 года отряд погиб, пытаясь отразить высадку американского десанта.